# Luca betti
Luca Betti (Siena, 1961) è un editore, fotografo e autore contemporaneo.
Fondatore della Casa Editrice Betti Editrice (1992) che ha un catalogo di oltre 1000 libri, è autore o coautore di diverse pubblicazioni.

## Pubblicazioni
- Siena con gli occhi aperti[1];
- La via Francigena con gli occhi aperti[2];
- Le terre di Siena con gli occhi aperti[3];
- I proverbi toscani della nonna[4].